# CZ 85半自動手槍
CZ 85是一款由捷克斯洛伐克（現捷克共和國）槍械製造商烏爾斯基·布羅德兵工廠所設計及生產的半自動手槍，是CZ 75手槍的雙手操作型，發射9×19毫米和.40 S&W這兩種口徑的手枪子彈。

## 概述
CZ 85是CZ 75的更新版本，內部作出部分的微小改進從而增加其可靠性，並裝有雙手靈巧的手動保險裝置和套筒阻使得該手槍可讓射手的雙手（右手和左手）使用。CZ 85的研發亦與CZ 75沒有設計的專利保護，以致CZ 75在其他國家並非特許生產以下被彷製成為多個版本有關。
CZ的武器因為其壽命週期長、可靠性高，同時可以使用多種子彈種類而廣為人知。CZ-85有9×19毫米與.40 S&W兩種口徑，9×19毫米口徑彈匣可裝填16發9×19毫米手槍子彈，而.40 S&W口徑型也可容納12發。
初期型的套筒阻軸有容易折斷的缺失，雖然已經被指出在很可能底把的外圍所造成的，現在已經對其作出了改進。藉由在套筒頂部準星至照門部份有一道凸起的長棱，用於增強套筒的牢固程度。

## 衍生型

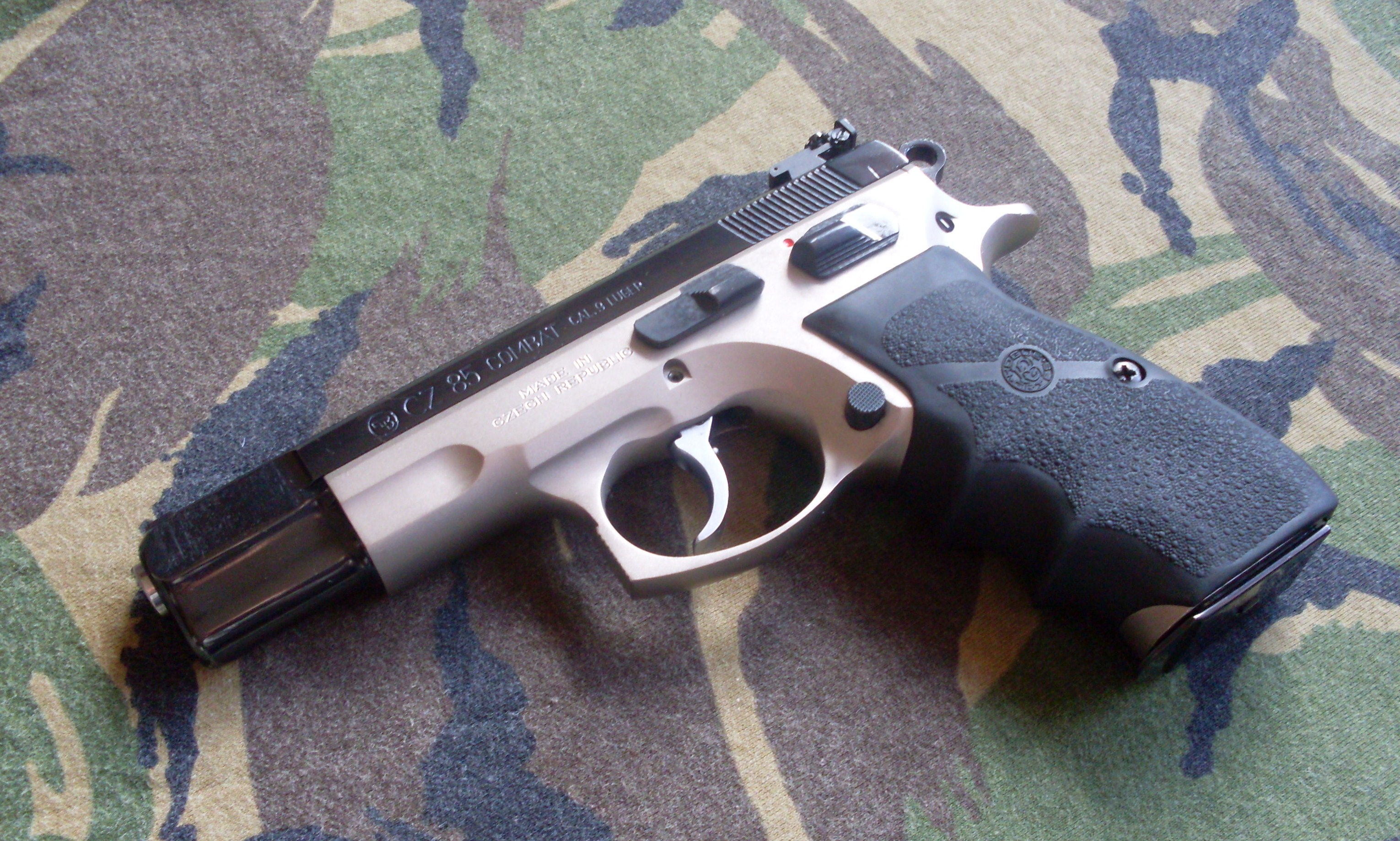
CZ 85戰鬥雙色調型半自動手槍

CZ 85B
CZ 85B是CZ 85的更新版本（亦是現在生產型），具有塊狀自動擊針保險、方形扳機護環、環型擊錘和三點式瞄具瞄準鏡。同樣發射9×19毫米和.40 S&W口徑這兩種手枪子彈。
CZ 85BD
CZ 85BD是以待擊解脫桿取代保險的版本。
CZ 85緊湊型（CZ 85 Compact）
CZ 85緊湊型是限量生產的緊湊版本，槍管下部具有MIL-STD-1913戰術附件導軌，可發射.40 S&W手枪子彈。等同於目前生產的.40 S&W口徑CZ 75緊湊型。
CZ 85戰鬥型（CZ 85 Combat）
CZ 85戰鬥型裝上了可調節式照門、延長型彈匣釋放按鈕、自由落體式彈匣和能夠超行程調整的扳機。取消了擊針保險，使得擊針可在無需特殊配件以下替換。

## 使用國
- 阿根廷
  - 阿根廷聯邦警察（英语：Argentine Federal Police）
- 捷克
  - 捷克警察快速應變組（英语：Útvar rychlého nasazení）
- 波蘭
  - 波蘭警察（英语：Policja）
  - 波蘭武裝部隊行動應變及機動組
- 塞族共和國
  - 特別反恐單位

## 資料來源
1. 1 2 3  .   [5 January 2016]. （原始内容存档于2015-12-29）.
2. 1 2 3  .   [5 January 2016]. （原始内容存档于2016-01-06）.
3. 1 2  The Complete Encyclopedia of Pistols and Revolvers, A.E. Hartink, page 108
4. ↑  月刊Gun 2008年7月号

## 外部連結
- （英文）—CZ-USA Official Website—
  - CZ 85 B（页面存档备份，存于）
  - CZ 85 Combat（页面存档备份，存于）
- （英文）—CZ Official Website－
  - CZ 85 B
  - CZ 85 COMBAT
- （英文）—Owners Manual－CZ-85
- （英文）—Modern Firearms—CZ 85 pistol（页面存档备份，存于）
- （英文）—Guns & Ammo.com—CZ 85 Combat Review
- （英文）—Tactical-Life.com—CZ 85B 9mm（页面存档备份，存于）
- （简体中文）—人民网—图文：世界名枪豪门捷克CZ枪族-CZ85“战斗”（页面存档备份，存于）
- （简体中文）—槍炮世界—CZ 85手枪（页面存档备份，存于）
  - CZ 85B手枪（页面存档备份，存于）